# Примітивний алгоритм пошуку рядка
Приміти́вний алгори́тм по́шуку рядка́ (англ. Naïve string search algorithm) — найпростіший алгоритм, що розв'язує задачу знаходження розташування рядка в тексті.
Алгоритм не є ефективним, але він не потребує додаткової пам'яті і тому входить до стандартних бібліотек більшості мов програмування.

## Ідея алгоритму
Ідея полягає у послідовній перевірці всіх можливих початкових зсувів. Для кожного зсуву s перевіряється рівність P[1..m] = T[s+1..s+m].

## Псевдокод
```

  

    

      

        

        
N

        
a

        
i

        
v

        
e

        
_

        
S

        
t

        
r

        
i

        
n

        
g

        
_

        
M

        
a

        
t

        
c

        
h

        
e

        
r

        
(

        
T

        
,

        
P

        
)

      

    

    
{\displaystyle \;Naive\_String\_Matcher(T,P)}

  

1 

  

    

      

        
n

        
←

        
l

        
e

        
n

        
g

        
t

        
h

        
[

        
T

        
]

      

    

    
{\displaystyle n\leftarrow length[T]}

  

2 

  

    

      

        
m

        
←

        
l

        
e

        
n

        
g

        
t

        
h

        
[

        
P

        
]

      

    

    
{\displaystyle m\leftarrow length[P]}

  

3 
for
 

  

    

      

        
s

        
←

        
0

      

    

    
{\displaystyle s\leftarrow 0}

  

 
to
 

  

    

      

        

        
n

        
−

        
m

      

    

    
{\displaystyle \;n-m}

  

4     
do if
 

  

    

      

        

        
P

        
[

        
1..

        
m

        
]

        
=

        
T

        
[

        
s

        
+

        
1..

        
s

        
+

        
m

        
]

      

    

    
{\displaystyle \;P[1..m]=T[s+1..s+m]}

  

5           
then
 print "Зразок знайдено зі здвигом" 

  

    

      

        

        
s

      

    

    
{\displaystyle \;s}

  

```

## Оцінка складності роботи
Так як алгоритм перебирає n можливих зсувів, і для кожного зсуву виконується порівняння рядків в m операцій, то складність всього пошуку є Θ(n m).
Тут n — довжина тексту, m — довжина зразка.